# UCI-Cyclocross-Weltcup 1996/97
Beim UCI-Cyclocross-Weltcup 1996/97 wurden von Oktober 1996 bis Januar 1997 durch die Union Cycliste Internationale Weltcup-Sieger im Cyclocross ermittelt. 
Es gab ausschließlich Rennen für Männer in der Elite, die an sechs Weltcup-Stationen in sechs verschiedenen Ländern ausgetragen wurden.

## Elite

### Männer
| Rnd | Datum             | Ort                | Erster              | Zweiter            | Dritter             |
| --- | ----------------- | ------------------ | ------------------- | ------------------ | ------------------- |
| 1   | 27. Oktober 1996  | Eschenbach         | Richard Groenendaal | Adrie van der Poel | Dieter Runkel       |
| 2   | 10. November 1996 | Prata di Pordenone | Richard Groenendaal | Adrie van der Poel | Wim de Vos          |
| 3   | 23. November 1996 | Prag               | Adrie van der Poel  | Dieter Runkel      | Luca Bramati        |
| 4   | 8. Dezember 1996  | Nommay             | Richard Groenendaal | Daniele Pontoni    | Mario De Clercq     |
| 5   | 22. Dezember 1996 | Koksijde           | Adrie van der Poel  | Erwin Vervecken    | Richard Groenendaal |
| 6   | 19. Januar 1997   | Heerlen            | Marc Janssens       | Adrie van der Poel | Thomas Frischknecht |

Gesamtwertung
| Platz | Name                | Punkte |
| ----- | ------------------- | ------ |
| 1     | Adrie van der Poel  | 96     |
| 2     | Richard Groenendaal | 94     |
| 3     | Marc Janssens       | 64     |
| 4     | Mario De Clercq     | 54     |
| 5     | Peter Van Santvliet | 47     |
| 6     | Thomas Frischknecht | 45     |